# Rugby Club I Medicei 2017-2018

## Eccellenza 2017-18

### Stagione regolare
| Incontro                  | Andata | Ritorno |
| ------------------------- | ------ | ------- |
| I Medicei — Calvisano     | 20-29  | 23-39   |
| San Donà — I Medicei      | 43-17  | 17-13   |
| I Medicei — S.S. Lazio    | 31-21  | 13-15   |
| Mogliano — I Medicei      | 10-49  | 22-35   |
| I Medicei — Reggio Emilia | 34-17  | 23-28   |
| Petrarca — I Medicei      | 17-10  | 33-8    |
| I Medicei — Fiamme Oro    | 16-20  | 15-17   |
| I Medicei — Rovigo        | 18-31  | 6-28    |
| Viadana — I Medicei       | 33-20  | 10-18   |

#### Risultati della stagione regolare
| Posizione | G  | V | N | P  | PF  | PS  | DP  | B  | Pt |
| --------- | -- | - | - | -- | --- | --- | --- | -- | -- |
| 8ª        | 18 | 5 | 0 | 13 | 369 | 430 | -61 | 10 | 30 |

## Trofeo Eccellenza 2017-18

### Prima fase

#### Girone 2
| Incontro               | Andata | Ritorno |
| ---------------------- | ------ | ------- |
| Fiamme Oro — I Medicei | 45-10  | 36-3    |
| I Medicei — S.S. Lazio | 27-24  | 49-17   |

#### Risultati del girone 2
| Posizione | G | V | N | P | PF | PS  | DP  | B | Pt |
| --------- | - | - | - | - | -- | --- | --- | - | -- |
| 2ª        | 4 | 2 | 0 | 2 | 89 | 122 | -33 | 1 | 9  |